# 枫香槲寄生
枫香槲寄生（学名：Viscum liquidambaricolum）为桑寄生科槲寄生属的植物。分布在马来西亚、印度尼西亚、尼泊尔、泰国、越南、印度、台湾岛以及中国大陆的西藏、陕西、福建、广东、浙江、湖北、湖南、云南、甘肃、贵州、四川、江西、广西等地，生长于海拔200米至2,500米的地区，常生于山地阔叶林中、常绿阔叶林中、枫香、油桐、柿树或壳斗科等多种植物上，目前尚未由人工引种栽培。

## 别名
枫树寄生、螃蟹脚（广东英德） 桐树寄生（四川） 赤柯寄生（台湾）

## 异名
- Viscum articulatum Burm. f. var. liquidambaricolum (Hayata) S. Rao